# Daniel Narcisse
Daniel Narcisse (Saint-Denis, 1979. december 16. –) olimpiai, világ-, és Európa-bajnok francia kézilabdázó. Posztját tekintve balátlövő, irányító. A Nemzetközi Kézilabda-szövetség 2012-es év legjobbjának választotta.

## Pályafutása
Narcisse Réunion szigetén született. Pályafutását a Joinville együttesében kezdte, majd 1998-ban a Chambéry játékosa lett. 2001-ben francia bajnoki címet szerzett. Hat szezon után, 2004-ben Németországba szerződött a VfL Gummersbach gárdájához, majd 2007-ben visszatért a Chambérybe. Egykori csaptában két idényt töltött és 2009-ben a Kiel igazolta le. A Kiel játékosaként 2010-ben a német bajnoki címet illetve a Bajnokok Ligáját is sikerült megnyernie. A következő szezon előtt egy felkészülési mérkőzésen súlyos térdsérülést, elülső keresztszalag-szakadást szenvedett, féléves kihagyás várt rá. A szezon nem is sikerült jól csapatának, címeiket nem tudták megvédeni. 2012-ben a bajnokságot veretlenül nyerték, megnyerték a német kupát és a Bajnokok Ligáját is. 2012-es teljesítményéért az IHF a világ legjobbjának választotta. 2013-ban a PSG-hez igazolt. Ebben a csapatban játszott 2018-as visszavonulásáig.
A francia válogatottban 2000. január 9-én mutatkozhatott be egy Izland elleni mérkőzésen. A nemzeti csapattal az összes rangos nemzetközi tornát sikerült többször is megnyernie. Négy világbajnoki cím, három európa-bajnoki győzelem, és két olimpiai aranyérem után a 2017-es francia rendezésű világbajnokság után lemondta a válogatottságot.

## Sikerei

### Válogatottban
- Olimpiai bajnok: 2008, 2012
  - ezüstérmes: 2016
- Világbajnokság győztese: 2001, 2009, 2015, 2017
  - bronzérmes: 2003, 2005
- Európa-bajnokság győztese: 2006, 2010, 2014
  - bronzérmes: 2008

### Klubcsapatban
- Bajnokok Ligája győztes: 2010, 2012
- Francia bajnokság győztese: 2001, 2015, 2016, 2017, 2018
- Francia-kupa győztese: 2007, 2014, 2015, 2018
- Német bajnokság győztese: 2010, 2012, 2013
- Német kupagyőztes: 2011, 2012, 2013

### Egyéni
- A 2008-as Európa-bajnokságon és a 2008-as pekingi olimpián beválasztották az All Star csapatba.
- A francia bajnokság legjobb játékosának választották 2002-ben[7] és 2009-ben[8]
- A francia bajnokság legjobb balátlövőjének választották 5 alkalommal (2001, 2002, 2003, 2008, 2009)